# Elisenda I de Rocabertí
Elisenda I de Rocabertí fou vescomtessa de Rocabertí entre 1671 i 1672. Fou la darrera descendent directa del llinatge Rocabertí. Es va casar amb Ramon de Rocafull-Puixmarín, comte d'Albatera i baró de Bétera. Van tenir un únic fill, Guillem Manuel I de Rocabertí.